# Classe Connecticut

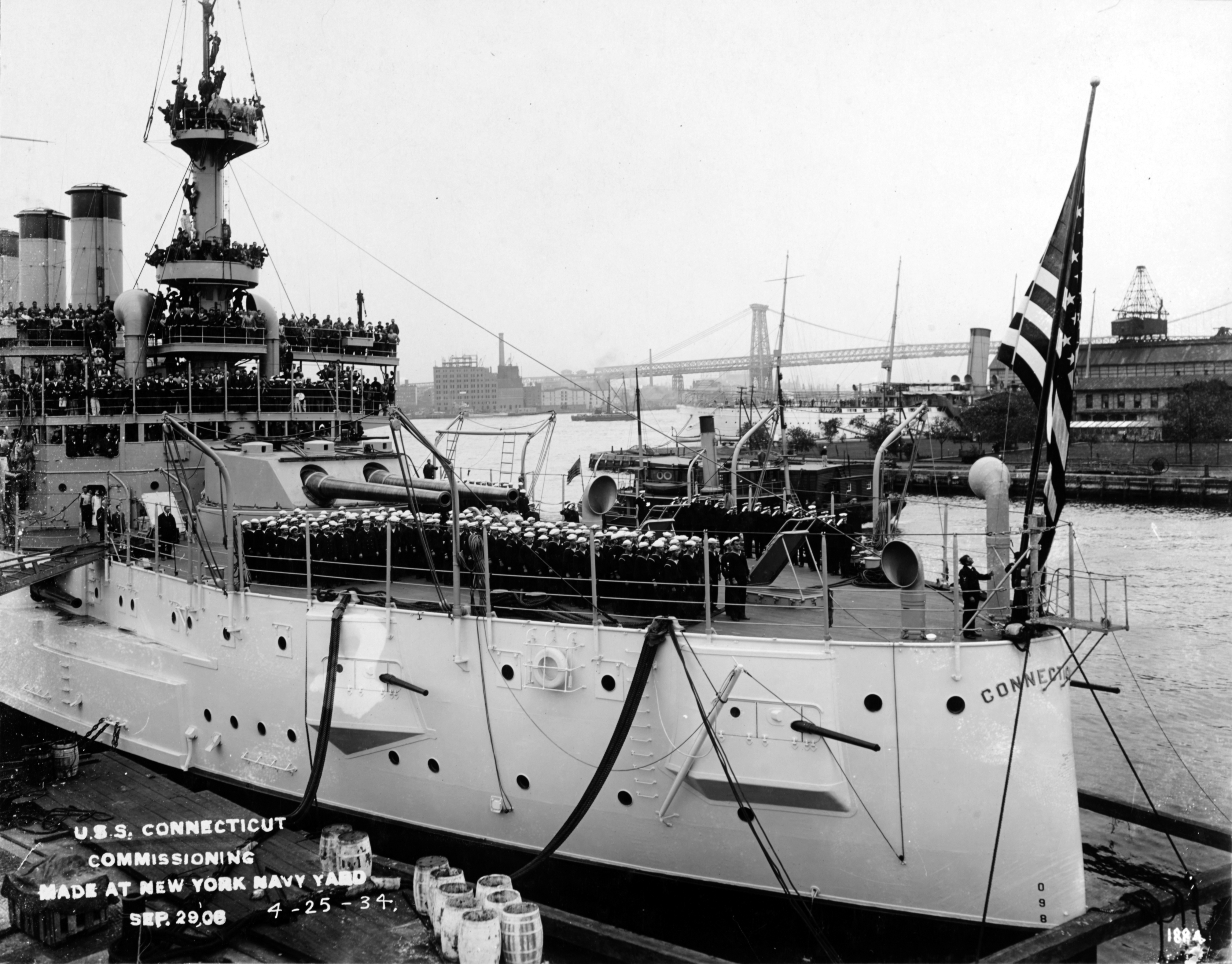
La cerimonia di consegna della USS Connecticut alla US Navy

La classe Connecticut era costituita da 6 potenti corazzate americane policalibro, con cannoni da 305, 203 e 178mm. Erano più che altro una versione ingrandita della classe Virginia. Le Connecticut potevano competere benissimo con le navi inglesi e giapponesi dello stesso periodo. La capoclasse Connecticut era l'ammiraglia della flotta atlantica nel 1906, e durante la prima guerra mondiale le unità della classe prestarono servizio nell'Atlantico. Nel 1916 furono aggiunti dei cannoni antiaerei alla USS Connecticut  che poi alla fine della guerra dopo aver fatto quattro crociere con il ruolo di trasporto truppe, venne trasferita nel Pacifico nel 1921 e messa in disarmo nel 1923.

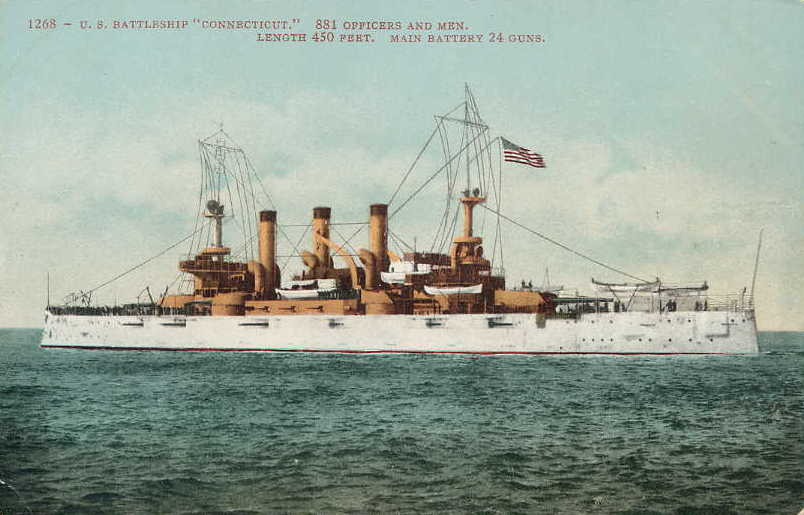
una cartolina della USS Connecticut